# Falco naumanni
Falco naumanni este o specie de șoim, se cunoaște după denumirea populară vânturelul mic și seamănă cu vânturelul roșu (Falco tinnunculus). Se hrănește cu insecte mari, reptile, păsărele și rozătoare mici. Nu-și construiește cuib, ci preferă să împrumute cuiburile de ciori. Monogamă.

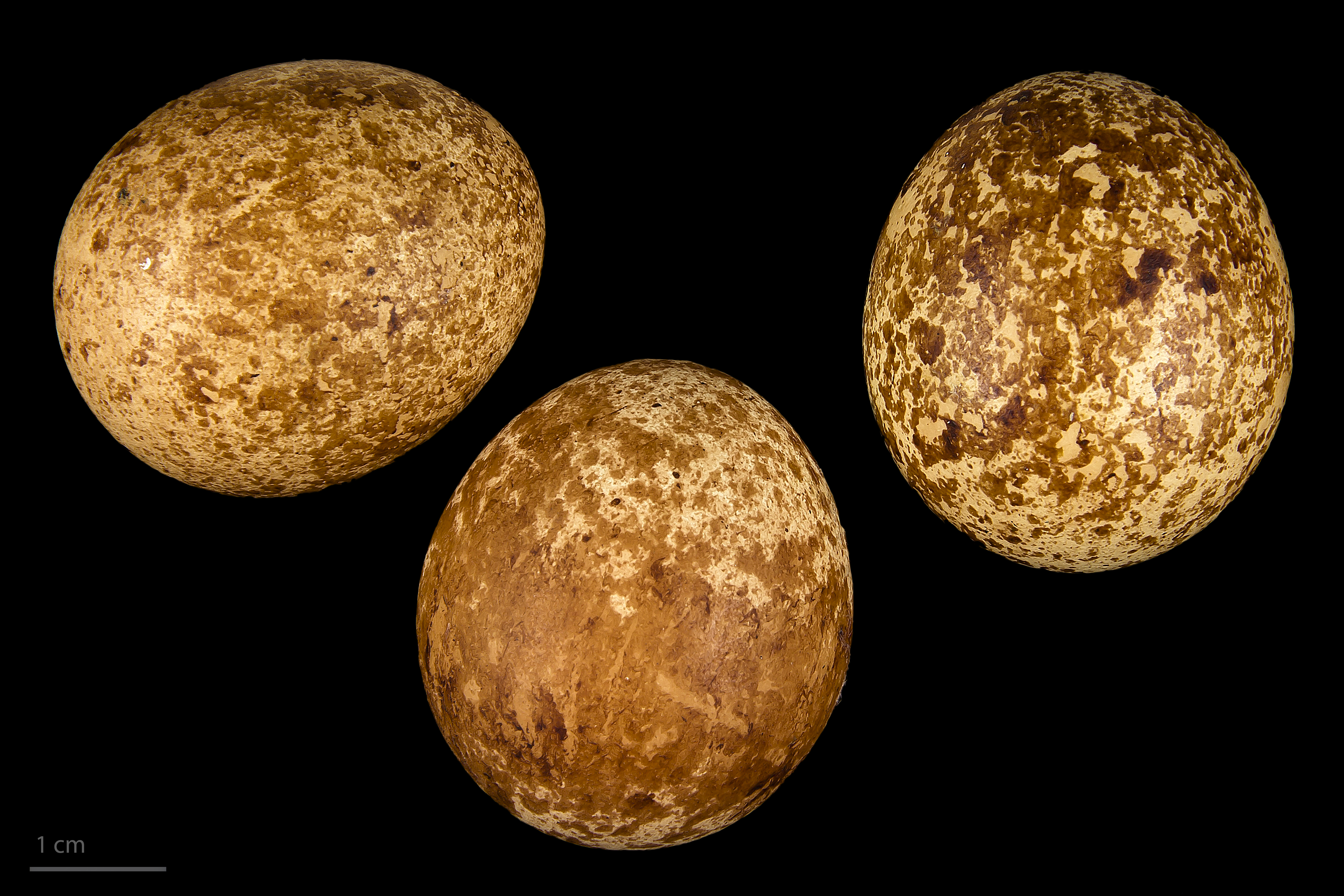
Falco naumanni - MHNT

În România se găsește o populație mică, înregistrând între 3 și 5 perechi cuibăritoare. Majoritatea efectivelor cuibăritoare se află în Dobrogea.